# Lucien Van Beirs
Lucien Van Beirs, né à Schaerbeek le 25 août 1900 et mort le 2 août 1970 à Uccle, est un magistrat, procureur du Roi et résistant de la Seconde Guerre mondiale. Arrêté et déporté, il sera libéré en avril 1945. Par la suite, il devient président de la Cour de cassation.

## Biographie
Lucien Alphonse Constant Van Beirs, né à Schaerbeek le 25 août 1900, est le fils de Jean Van Beirs, industriel, et d'Hélène Christiaens. Il a épousé Marie de Brocas de Lanause.
Il fait des études à l'Université libre de Bruxelles en droit et en philosophie.
Il travaille un temps à Nivelles et occupe ensuite, en 1931, le poste de substitut du procureur du Roi à Bruxelles. Il travaille sous la direction de Raoul Hayoit de Termicourt puis de Walter Ganshof van der Meersch. En 1936, il fait une brève incursion en politique et devient le chef de cabinet du ministre de la Justice Victor de Laveleye (parti libéral). Après ce bref intermède, il reprend ses fonctions au sein du parquet. Parallèlement, il est assistant à l'ULB et seconde le professeur Léon Cornil dans ses séminaires de droit pénal et de procédure pénale.
En 1940, il est nommé procureur du Roi à Bruxelles. Dès les premières heures de l'occupation, différents services allemands, tels les Kommandanturen ou la Feldgendarmerie, souhaitent s'appuyer sur l'administration belge pour procéder à des arrestations. Louis van Autgaerden, commissaire en chef de la police de Bruxelles qui jusqu'à ce jour avait toujours refusé d'obtempérer à de telles demandes sans que l'occupant y trouve à redire, demande au procureur du Roi, face aux demandes toujours plus pressantes des Allemands de prendre attitude. Si un accord partiel était intervenu en mars 1941 avec les Oberfeldkommandanturen concernant le fait que l'armée d'occupation ne pourrait pas s'appuyer sur les services de police quant au volet exécutoire des décisions allemandes, les choses étaient, en ce qui concerne les arrestations, toujours restées en suspens.  
En juillet 1941, Lucien Van Beirs lui répond courageusement dans un courrier que selon lui, il n'appartient pas à la police belge de procéder à des arrestations pour le compte de l'occupant qui, au sens de la loi belge, ne constitue pas une autorité légitime pouvant valablement ordonner de telles arrestations. Il précise enfin que tout fonctionnaire qui, sans contrainte physique ou morale, satisferait de telles demandes, se rendrait coupable d'arrestations illégales et arbitraires. Cette notion de l'autorité non légitime a déjà été invoquée par le cardinal Mercier contre l'occupation allemande en 1914 - 1918. 
Le 6 décembre 1941, il est témoin au mariage du roi Léopold III avec Liliane Baels au château de Laeken. 
Le 21 novembre 1942, dans l'affaire Eugène Predom, Van Beirs envoie une lettre au procureur général Charles Collard, pour lui demander de délivrer au plus vite Predom et son amie des mains des Allemands. Menaçant, il ajoute : « Il va de soi qu'un magistrat belge ne peut en aucun cas collaborer à l'application de lois étrangères, inspirées par les intérêts militaires de l'occupant, qui risque d'entraîner l'exécution d'un Belge ». Van Beirs se rend bien compte que Predom peut être condamné à mort. Cela n’aurait jamais été le cas dans la législation belge. En outre, il prend les choses en mains afin d'éviter des incidents futurs : il ordonne à la police judiciaire de mettre un terme à ses enquêtes dès le moment où il s'avère qu'elles portent sur des actes d'inspiration politique . 
Lucien Van Beirs est arrêté une première fois, le 16 juillet 1941 puis, une seconde fois le 12 décembre 1942. Avec d'autres magistrats, il est incarcéré à la citadelle de Huy. Il est ensuite déporté par les Nazis au camp de concentration de Buchenwald. Il est libéré par les Américains le 11 avril 1945 en même temps que Jean Fonteyne. Lors de la libération, le photographe de guerre, Raphaël Algoet, prend un cliché de lui devant son baraquement. Cette photo se trouve maintenant dans la collection du fonds Algoet conservée au CEGESOMA.
Après la guerre, Lucien Van Beirs reprend ses fonctions de magistrat et devient président de la Cour de cassation, fonction qu'il occupe jusqu'à son décès.
À la suite de son décès le 2 août 1970 à Uccle, Walter Ganshof van der Meersch lui rend hommage au cours des obsèques civiles en prononçant son éloge funèbre. Il est inhumé au cimetière d'Anderlecht.

## Distinctions
Parmi les nombreuses distinctions belges et étrangères, celles-ci lui ont été décernées :
- Grand officier de l'ordre de Léopold avec rayure d'or ;
- Grand-croix de l'ordre de Léopold II ;
- Grand officier de l'ordre de la Couronne ;
- Croix civique de première classe ;
- Médaille du prisonnier politique avec quatre étoiles ;
- Médaille des Évadés.